# Enciclopédia Marvel
A Enciclopédia Marvel, é um livro que serve de referência ao Universo Marvel, contendo versões resumidas sobre as principais personagens da Marvel.

## Constituição
A Enciclopédia Marvel, é uma publicação de luxo de origem norte-americana que foi lançada no Brasil em 2005 pela editora Panini, pretendendo ser um catálogo de personagens da Marvel. É uma edição de luxo com capa dura e papel de qualidade, descrevendo as histórias e origens da grande maioria das personagens da editora.
Encontra-se dividida em sete grupos: Vingadores, Quarteto Fantástico, Marvel Knights/MAX, Homem-Aranha, X-Men, Marvel Millennium e Emergência a Serviço da Vida, cada uma delas contendo um pequeno prefácio
Cada grupo traz fichas técnicas dos personagens, contendo: nome verdadeiro, primeira aparição, altura, peso, cor dos olhos e cabelos, poderes e armas, leitura essencial, técnicas ou artes do personagem e uma tabela sobre as capacidades do personagem: inteligência, força, velocidade, resistência, projecção de energia e técnica de combate.
Ela possui mais de 200 páginas ilustradas e repletas de informação.Poderes, dados pessoais, históricos e biográficos de mais de 100 personagens, numa edição de luxo para colecionadores.